# Dieter Hoffmann (Literaturwissenschaftler)
Dieter Hoffmann (* 1962 in Berlin) ist ein deutscher Literaturwissenschaftler, Autor, Blogger und Verleger.

## Leben
Er studierte Sprachwissenschaft, Geschichte, Erziehungswissenschaft und Psychologie an der Pädagogischen Hochschule Weingarten, sowie an der Universität Bremen und der Fernuniversität Hagen. 1995 wurde er in Erziehungswissenschaften promoviert, 2005 folgte die Habilitation in Literaturwissenschaft mit einer Arbeit über die Prosa des Absurden.
Von 1993 bis 1998 war Dieter Hoffmann als Lektor für deutschsprachige Literaturgeschichte an der Tschernyschewski-Universität in Saratow in Russland tätig. Danach arbeitete er als Lehrbeauftragter für Gegenwartsliteratur an verschiedenen deutschen Universitäten.
2008 gründete er den Belletristikverlag LiteraturPlanet.
Seit 2012 bloggt er unter dem Pseudonym „Rotherbaron“ zu den Themen Politik und Literatur.

## Schriften
- Gemeinschaft in der deutschen Erwachsenenbildung. Lang,  Frankfurt am Main 1995, ISBN 978-3-631-48780-8.
- Arbeitsbuch Deutschsprachige Lyrik seit 1945. Francke (UTB), Tübingen 1998.
- Arbeitsbuch Deutschsprachige Lyrik 1880–1918. Francke (UTB), Tübingen 2001.
- Arbeitsbuch Deutschsprachige Lyrik 1918–1945. Francke (UTB), Tübingen 2001.
- Postmoderne Erzählstrukturen und Interkulturalität in Sten Nadolnys Roman Selim oder die Gabe der Rede. Lang, Frankfurt am Main 2001, ISBN 3-631-37320-1.
- Arbeitsbuch Deutschsprachige Prosa seit 1945. 2 Bände, Francke (UTB), Tübingen/Basel 2006.
- Prosa des Absurden. Themen – Strukturen – geistige Grundlagen. Von Beckett bis Bernhard. Francke (UTB), Tübingen/Basel 2006, ISBN 3-7720-8124-X.
- Gespräche mit Paula. (Unter dem Pseudonym Rother Baron). LiteraturPlanet, St. Wendel 2016, ISBN 978-3-9812149-6-3.
- Federflug. (unter dem Pseudonym Rother Baron). LiteraturPlanet, St. Wendel 2019, ISBN 978-3-9812149-9-4.
- Hegel, die Dinosaurier und wir ... und weitere Essays zum Thema Natur- und Klimaschutz. LiteraturPlanet, St. Wendel 2020, ISBN 978-3-9821340-2-4.
- Einführung in die Prosa des Absurden. Albert Camus – Jean-Paul Sartre – Samuel Beckett – Franz Kafka – Wolfgang Hildesheimer – Thomas Bernhard – Ilse Aichinger – Ingeborg Bachmann – Friedrich Dürrenmatt – Peter Weiss. LiteraturPlanet, St. Wendel 2021, EAN 9783752144963 (E-Book).
- Das Kabarett und seine Gedichte. Ein dichterischer Rückblick auf die Geschichte des deutschsprachigen Kabaretts. 2023 (E-Book), ISBN 978-3-7579-2862-9.
- Italienische Lyrik 1885–1950. Giosuè Carducci - Giovanni Pascoli - Ada Negri - Eugenio Montale - Giuseppe Ungaretti - Salvatore Quasimodo - Mario Luzi - Antonia Pozzi - Cesare Pavese - Elsa Morante. 2024, EAN 9783757981112 (E-Book)
- Paul Verlaine im Spiegel seiner Gedichte. Ein Blick auf Leben und Werk des Dichters - mit Nachdichtungen von Ilona Lay. 2024 EAN 9783757961220 (E-Book)
- Jacques Prévert - Der Poet des Alltags. eBook 2024 EAN 9783759205797
- Autoritärer Populismus und populistischer Autoritarismus.Wie Populismus und Autoritarismus sich gegenseitig mästen. eBook 2024. EAN 9783759206091
- Geist und Natur. Wie wir lernten, die Natur zu verachten. Eine philosophische Spurensuche. (unter dem Prsudonym Rother Baron)  LiteraturPlanet 2024. ISBN 978-3-9825751-2-4